# Potere alla parola
Potere alla parola è un singolo del rapper italiano Frankie hi-nrg mc, pubblicato nel 1994 come terzo estratto dal primo album in studio Verba manent.

## Descrizione
Come si può facilmente capire dal titolo, il brano tratta l'importanza della libertà di parola, anche in ambito politico. Per la base della canzone è stata campionata la canzone Elephant Talk dei King Crimson. Per tutta la durata del brano, Frankie hi-nrg mc continua a cambiare la forma metrica del testo.
Il brano è stato inserito nella raccolta Rap©ital in una versione differente e contenente un ritornello inedito realizzato dal rapper, appassionato di enigmistica, che non è altro che un insieme di anagrammi del titolo della canzone.

## Video musicale
Il videoclip, realizzato da Alex Infascelli, mostra Frankie chiuso con la sua band in una stanza insonorizzata buia, mentre canta indossando una camicia di forza ed è vittima dei soprusi di un'infermiera, interpretata da Asia Argento, che lo minaccia perennemente con una siringa. La versione della canzone nel video è quella della "Release 2.1", realizzata nel 1994 e contenuta nella ristampa dell'album avvenuta nello stesso anno.

## Tracce
1. Potere alla parola (Release 2.1) – 4:45
2. Potere alla parola (Strumentafona) – 4:45
3. Potere alla parola (Album Remix) – 5:52